# Benfica (Lisbona)
Benfica è una freguesia del Portogallo e un quartiere della città di Lisbona.